# مکس براون (بازیگر)
مکس براون (به انگلیسی: Max Brown) (زاده ۱۰ فوریهٔ ۱۹۸۱) بازیگرانگلیسی است.
از فیلم‌های معروف او می‌توان به بازی در فیلم تودورها و گردشگران اشاره کرد.